# Birkenstock

Birkenstocks logo.

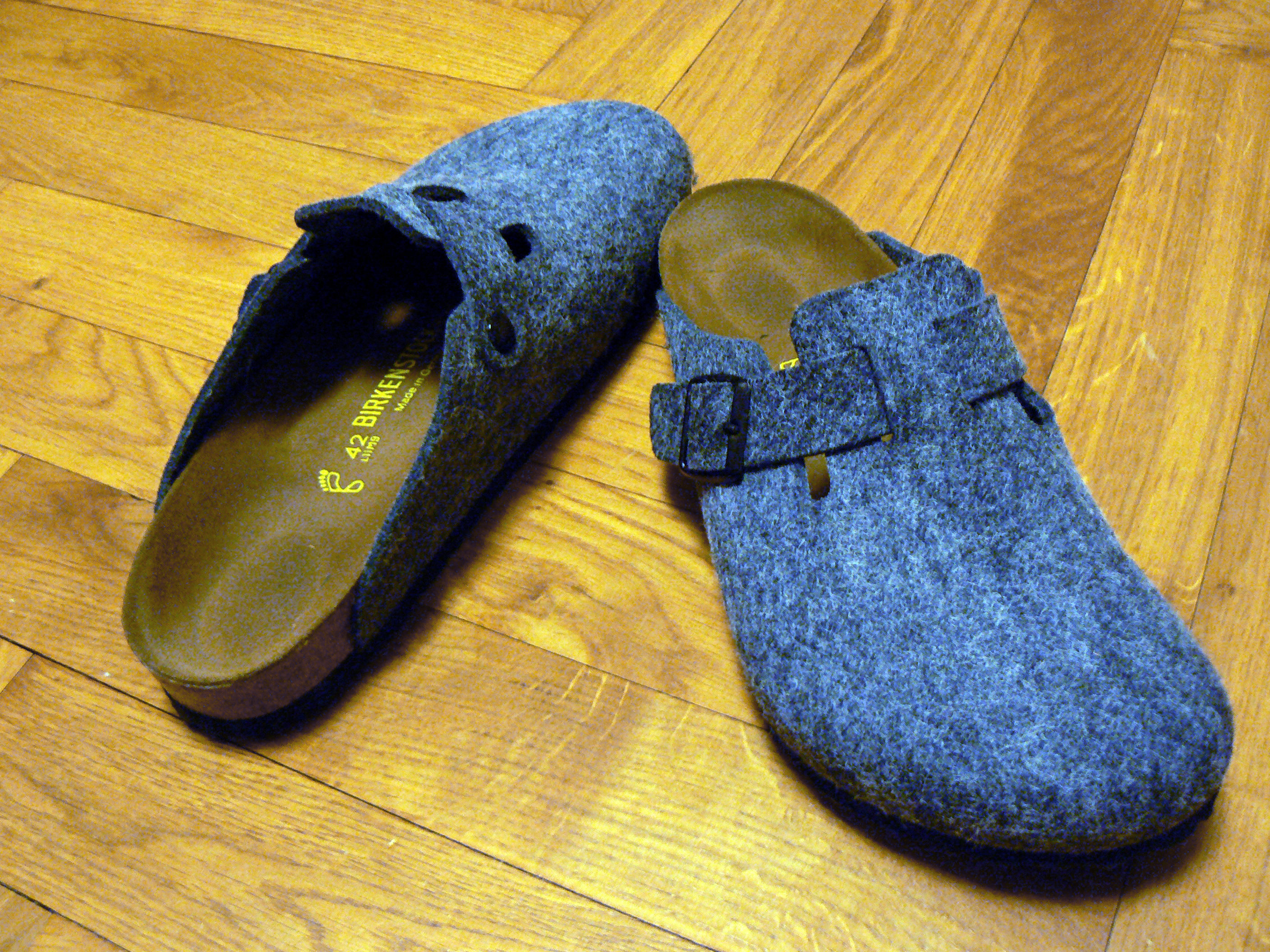
Ett par filttofflor tillverkade av Birkenstock

Birkenstock är en tysk tillverkade av skor med huvudkontor i Vettelschoss, Tyskland
Företagets anor går ända tillbaka till 1600-talet , då en tysk skomakare grundade firman. 
Birkenstock tillverkar ortopediskt utformade skor och sandaler. 
Företaget representeras i Norden av Birkenstock Scandinavia AB.